# 第47回先進国首脳会議
第47回先進国首脳会議（だい47かいせんしんこくしゅのうかいぎ、英語: 47th G7 summit）は、2021年6月11日から6月13日にイギリス・コーンウォールで開催されたG7サミット。

## サミット参加者

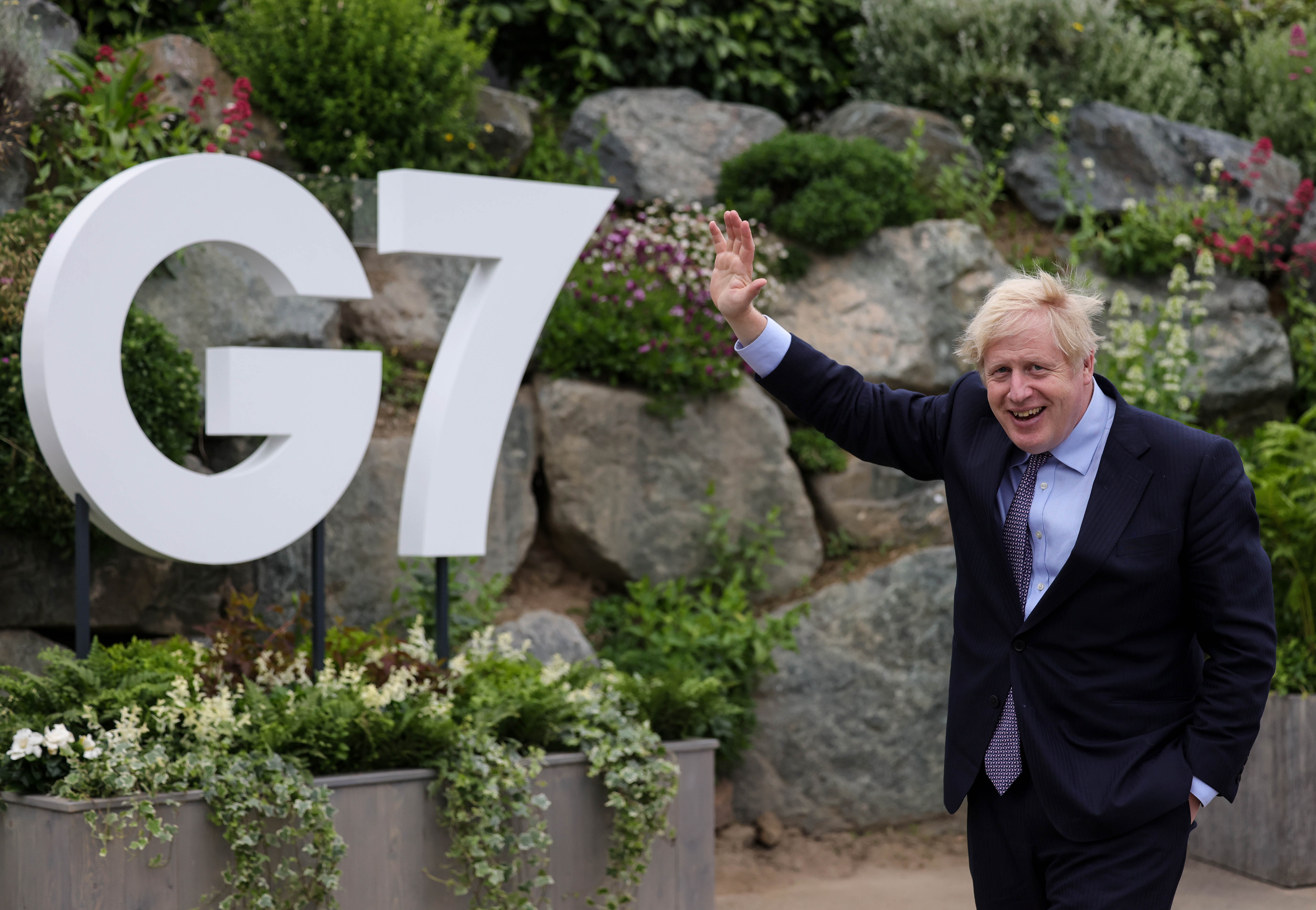
議長を務めたボリス・ジョンソン英首相（2021年6月9日）

G7加盟国の7か国首脳と欧州連合代表が参加した。欧州委員会委員長は1981年以来、すべての会議と意思決定に参加し、欧州理事会議長は2010年にカナダで開催されたムスコカ・サミット（G8）以来EUの共同代表を務めている。
2014年3月、G7はG8の枠組みにおいて、ロシアとの有意義な議論は現在不可能であると宣言した。以来、会議はG7のメンバーで継続されている。ドナルド・トランプ米大統領とエマニュエル・マクロン仏大統領は、2020年のキャンプ・デービッド・サミットへロシアを招待することで合意したと一時報じられたが、イギリスとカナダは、アメリカとフランスがロシアの招待へ向けて行動する場合、その提案を拒否するとした。結果的に2020年のサミットはCOVID-19のパンデミック、いわゆるコロナ禍の影響を受け、中止された。2020年には、オンライン形式での臨時会合が2度行われた。
今回の主催国であるイギリスのボリス・ジョンソン首相は、インドのナレンドラ・モディ首相、韓国の文在寅大統領、南アフリカ共和国のシリル・ラマポーザ大統領、オーストラリアのスコット・モリソン首相を招待した。オーストラリアは公式招待を歓迎、韓国も招待を受け入れ、2021年5月の「グリーン成長とグローバル目標2030パートナーシップ会議」（P4Gサミット）への招待をジョンソン首相に伝え、ジョンソン首相はこれを受け入れた。インドのモディ首相もG7招待を受け入れた。ジョンソン首相は、世界の主要経済国のフォーラムであるG7を拡張して、世界の主要民主主義国10か国のためのフォーラムであるD10を創設することを目指しているとされている。
コーンウォール・サミットはイタリアのマリオ・ドラギ首相、日本の菅義偉内閣総理大臣、アメリカのジョー・バイデン大統領にとって、それぞれ初めて参加するサミットとなった。ウルズラ・フォン・デア・ライエン欧州委員会委員長とシャルル・ミシェル欧州理事会議長も対面形式でのサミットへの出席は初であった。また、韓国大統領が参加した初のG7サミットでもあった。なお、ドイツのアンゲラ・メルケル首相については、2021年9月に開催されたドイツ連邦選挙での再選を目指さず政界を引退したため、このサミットが最後の参加になった。初日の会談終了後、エリザベス女王はエデン・プロジェクトでG7首脳と懇談した。

### 参加者

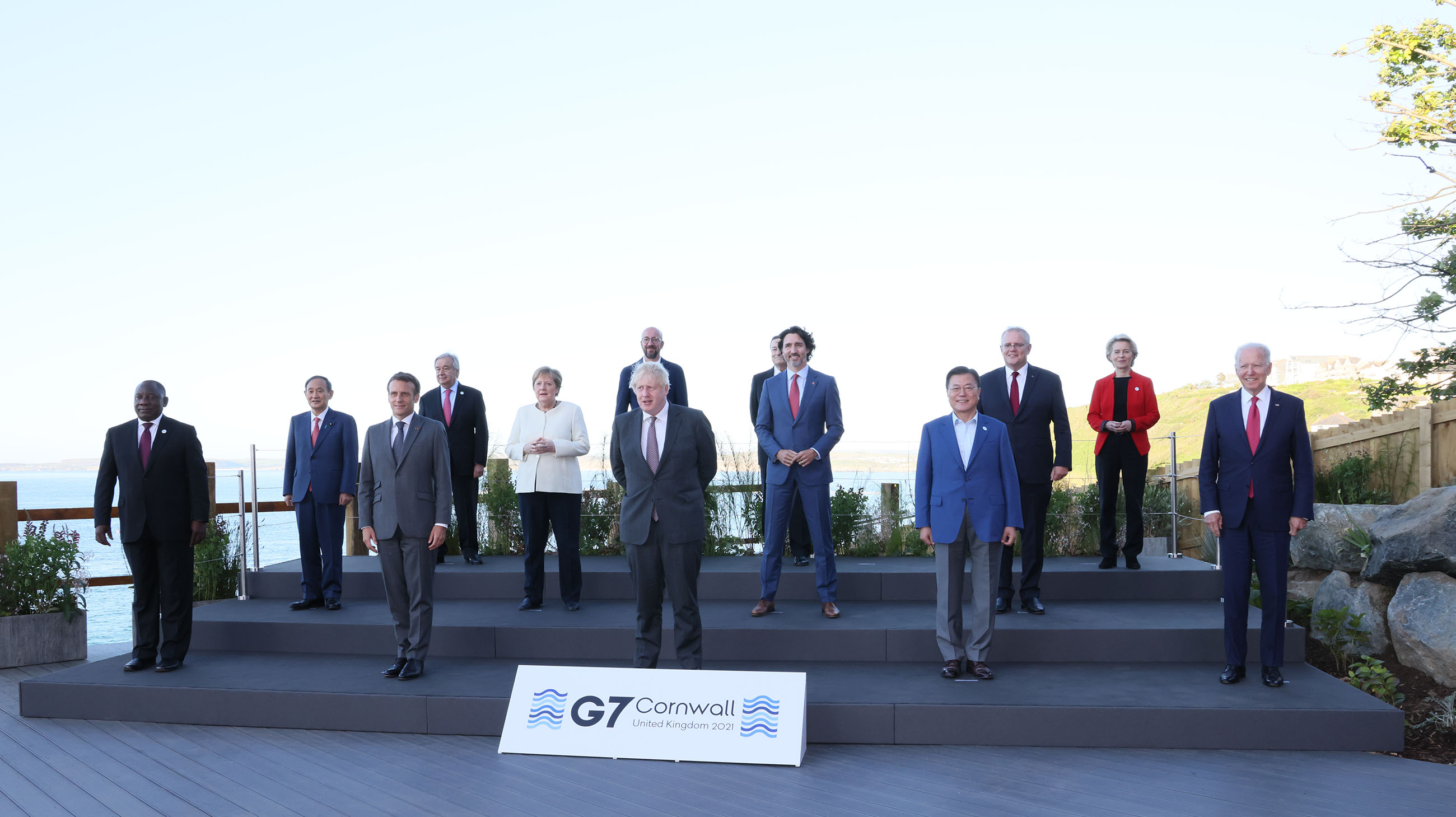
G7と招待国の首脳（2021年6月13日）

| 先進7か国（開催国と議長は太字で示している） |                |                                  |                  |
| メンバー                                    | メンバー       | 首脳                             | 称号             |
| イギリスの旗                                | イギリス       | ボリス・ジョンソン               | 首相             |
| フランスの旗                                | フランス       | エマニュエル・マクロン           | 共和国大統領     |
| アメリカ合衆国の旗                          | アメリカ       | ジョー・バイデン                 | 大統領           |
| ドイツの旗                                  | ドイツ         | アンゲラ・メルケル               | 連邦首相         |
| 日本の旗                                    | 日本           | 菅義偉                           | 内閣総理大臣     |
| イタリアの旗                                | イタリア       | マリオ・ドラギ                   | 閣僚評議会議長   |
| カナダの旗                                  | カナダ         | ジャスティン・トルドー           | 首相             |
| 欧州連合の旗                                | 欧州連合       | シャルル・ミシェル               | 欧州理事会議長   |
| 欧州連合の旗                                | 欧州連合       | ウルズラ・フォン・デア・ライエン | 欧州委員会委員長 |
| アウトリーチ会合招待者                      |                |                                  |                  |
| 招待者                                      | 招待者         | 首脳                             | 称号             |
| インドの旗                                  | インド         | ナレンドラ・モディ               | 首相             |
| 南アフリカ共和国の旗                        | 南アフリカ     | シリル・ラマポーザ               | 大統領           |
| オーストラリアの旗                          | オーストラリア | スコット・モリソン               | 首相             |
| 大韓民国の旗                                | 韓国           | 文在寅                           | 大統領           |
| 国際連合の旗                                | 国際連合       | アントニオ・グテレス             | 事務総長         |
| 世界保健機関の旗                            | 世界保健機関   | テドロス・アダノム               | 事務局長         |
| 国際連合の旗                                | 国際通貨基金   | クリスタリナ・ゲオルギエバ       | 専務理事         |

## 各国首脳のギャラリー

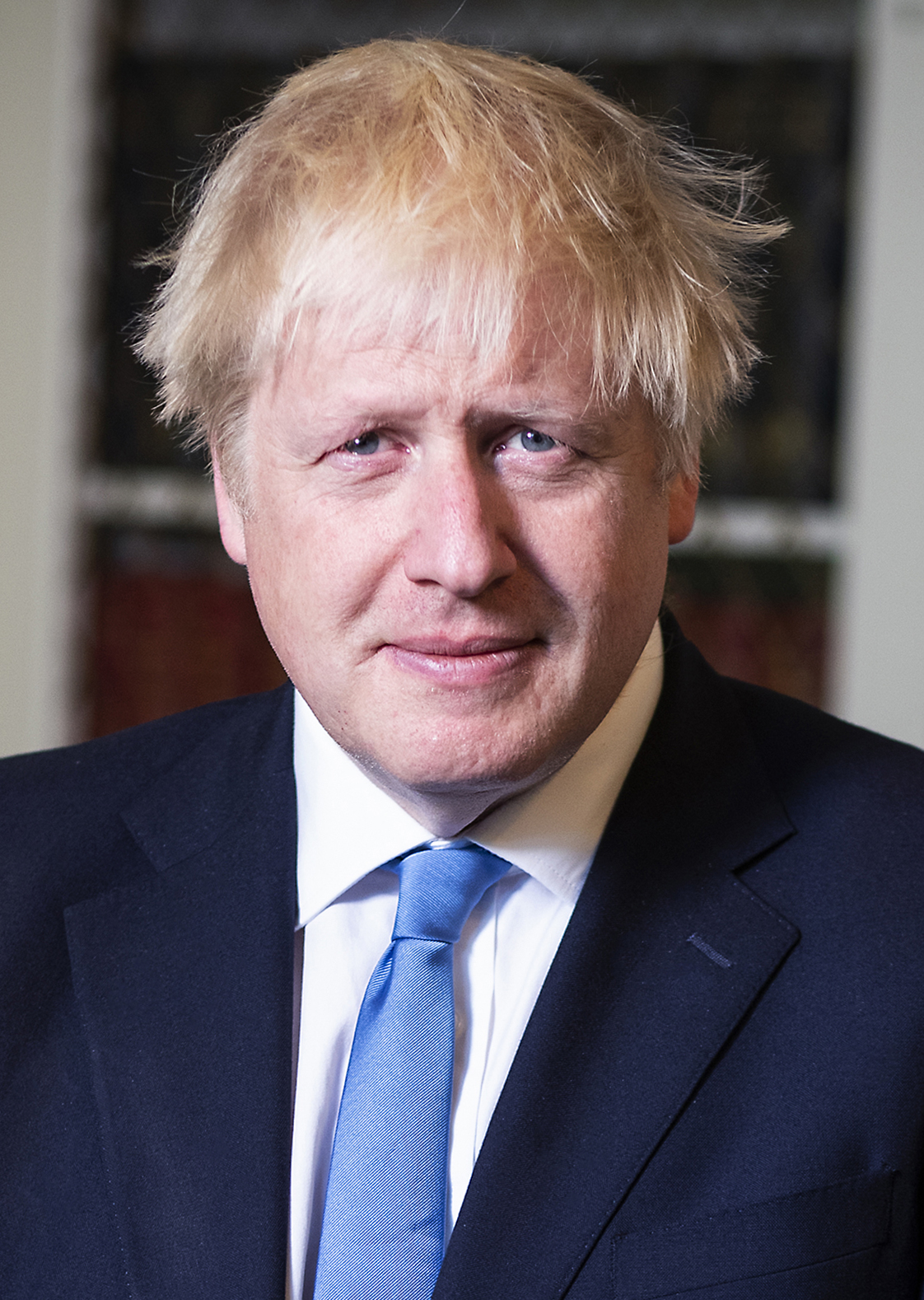
イギリス（議長国） ボリス・ジョンソン 首相
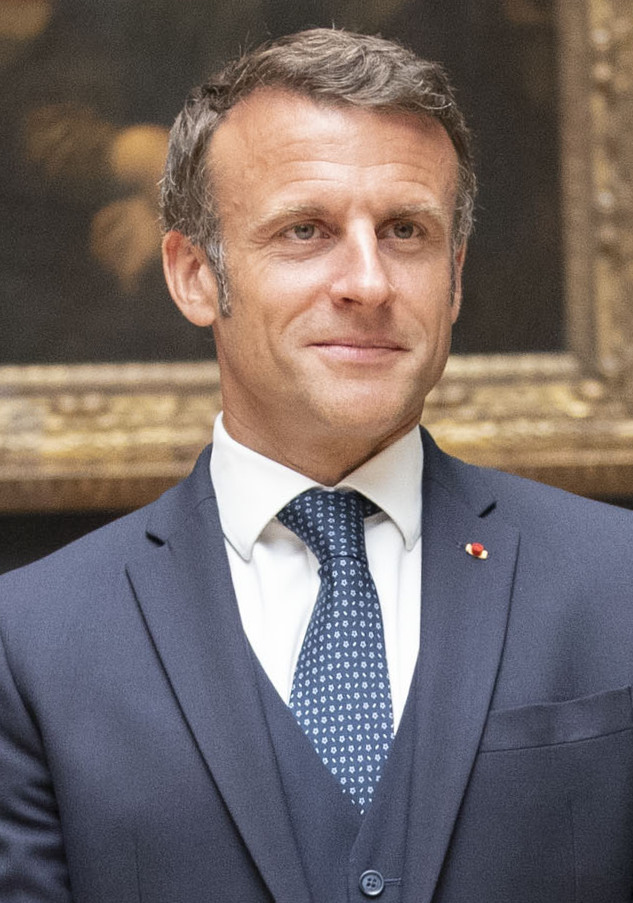
フランス エマニュエル・マクロン 大統領
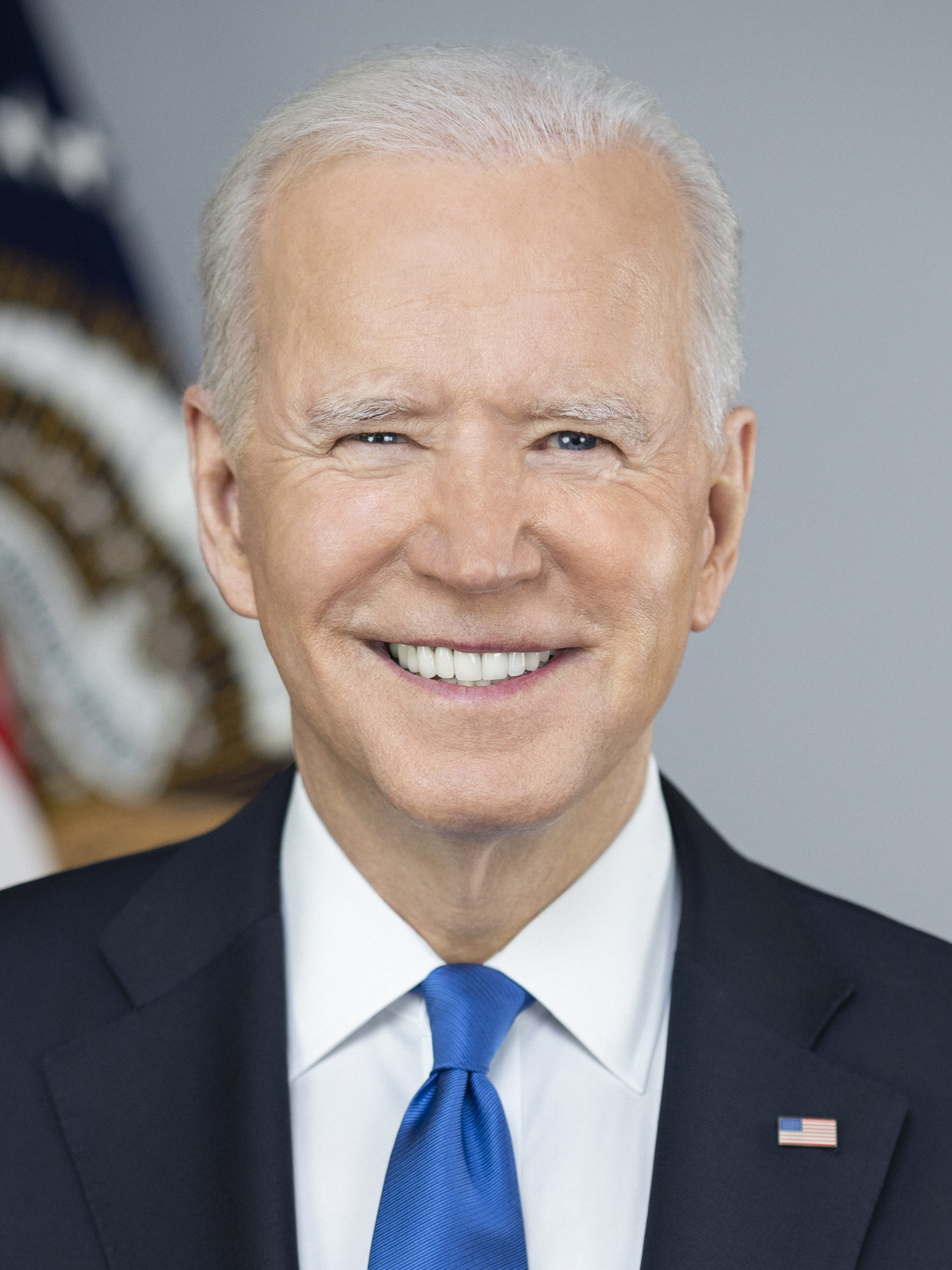
アメリカ合衆国 ジョー・バイデン 大統領
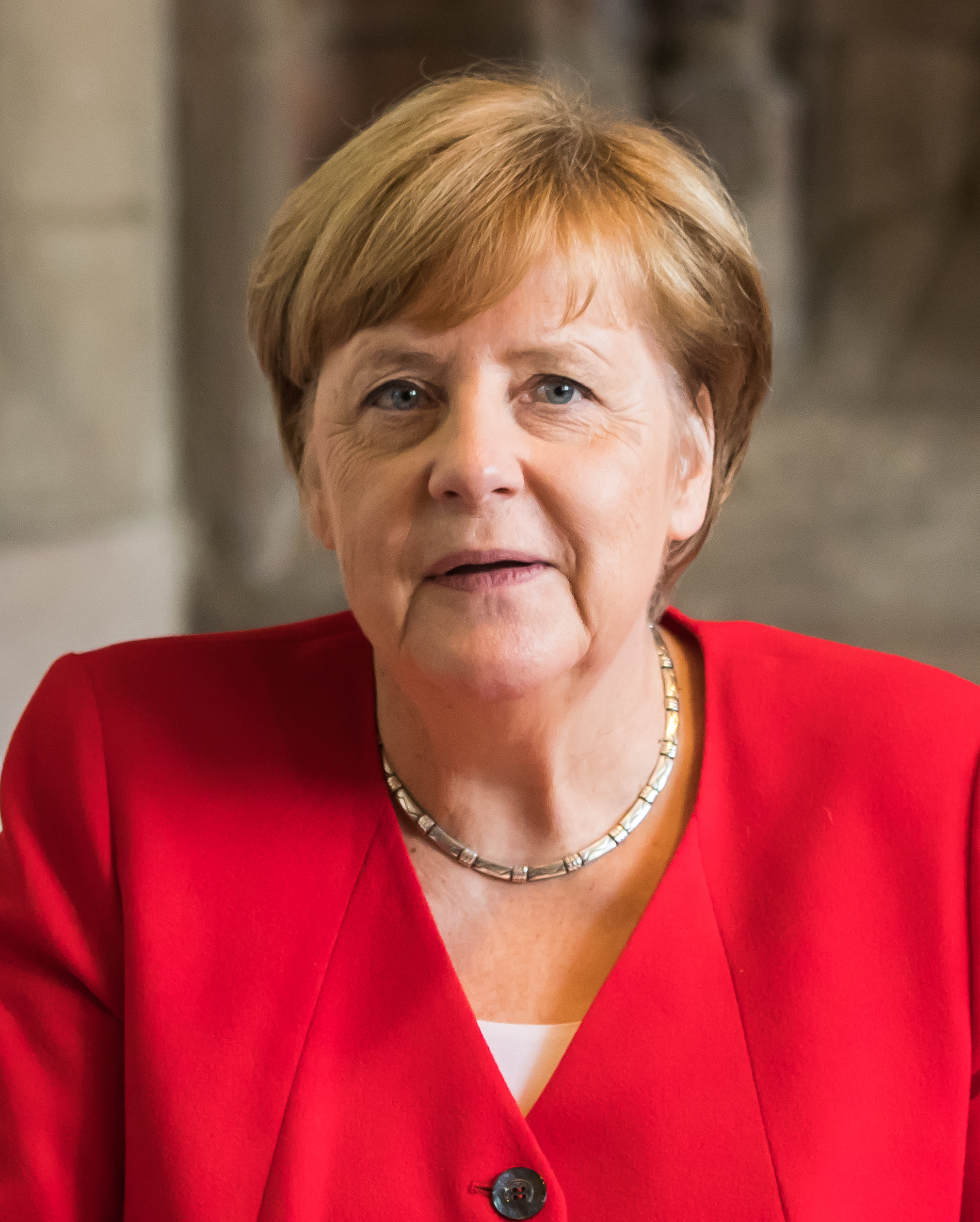
ドイツ アンゲラ・メルケル 首相
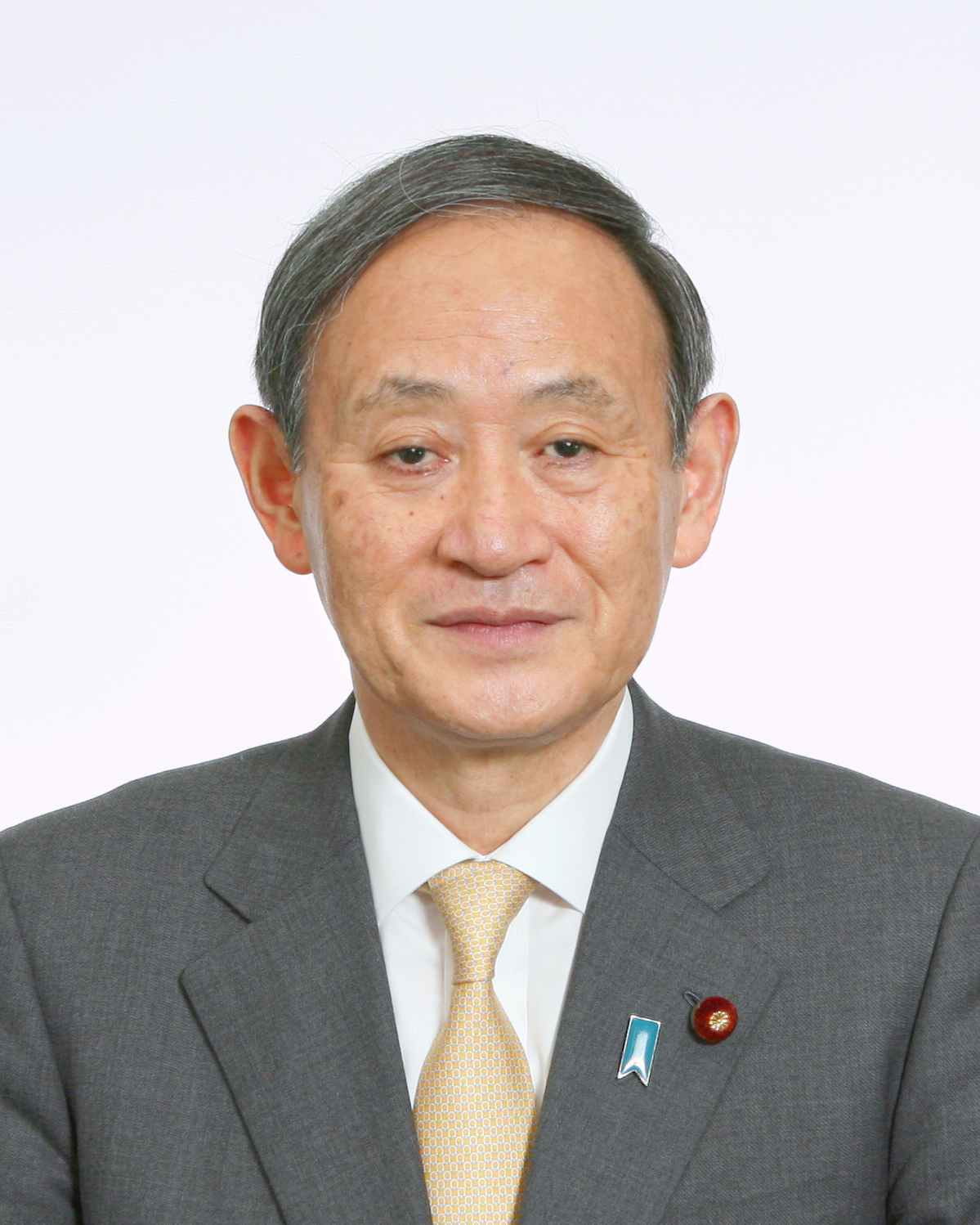
日本 菅義偉 首相
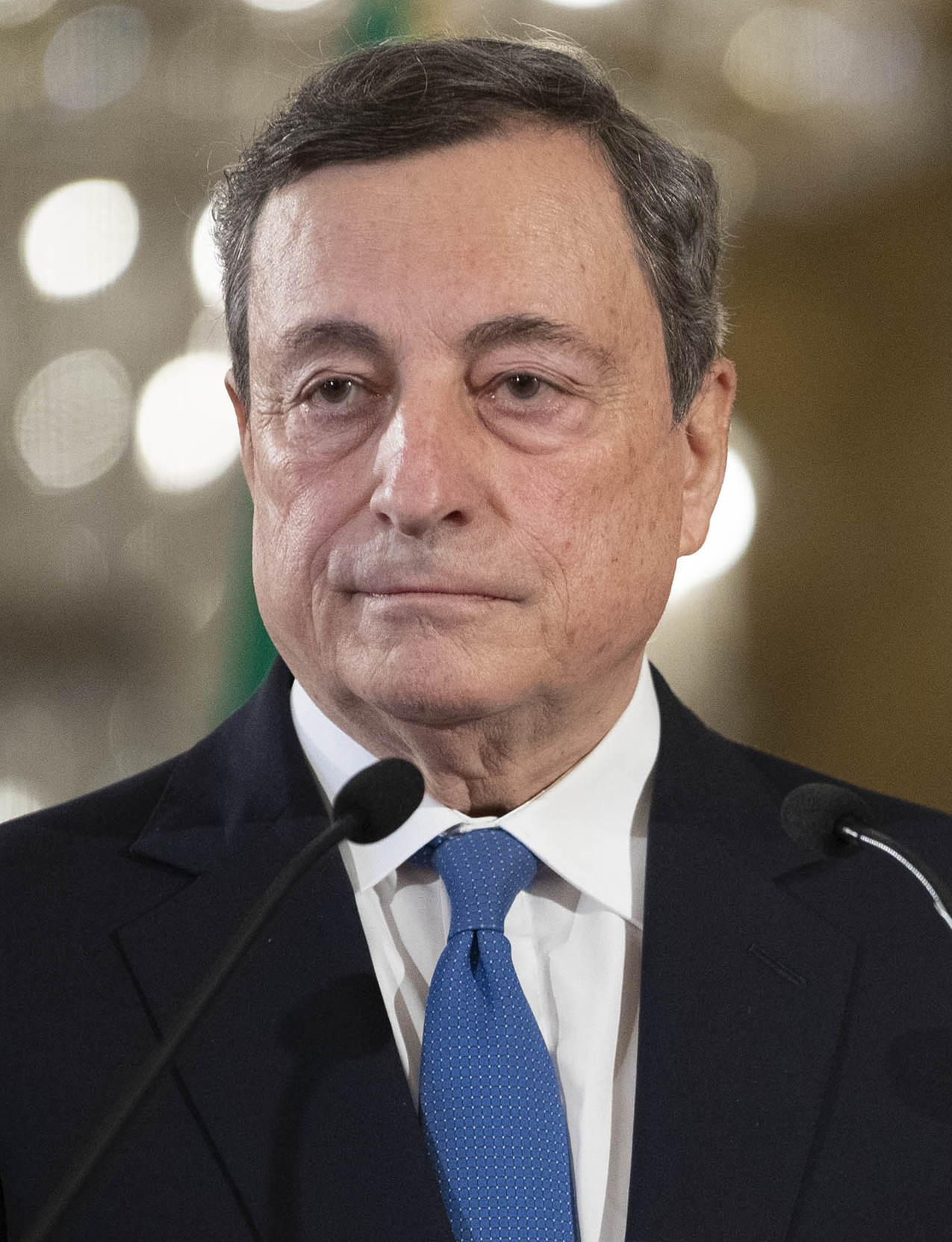
イタリア(G20議長国) マリオ・ドラギ 首相
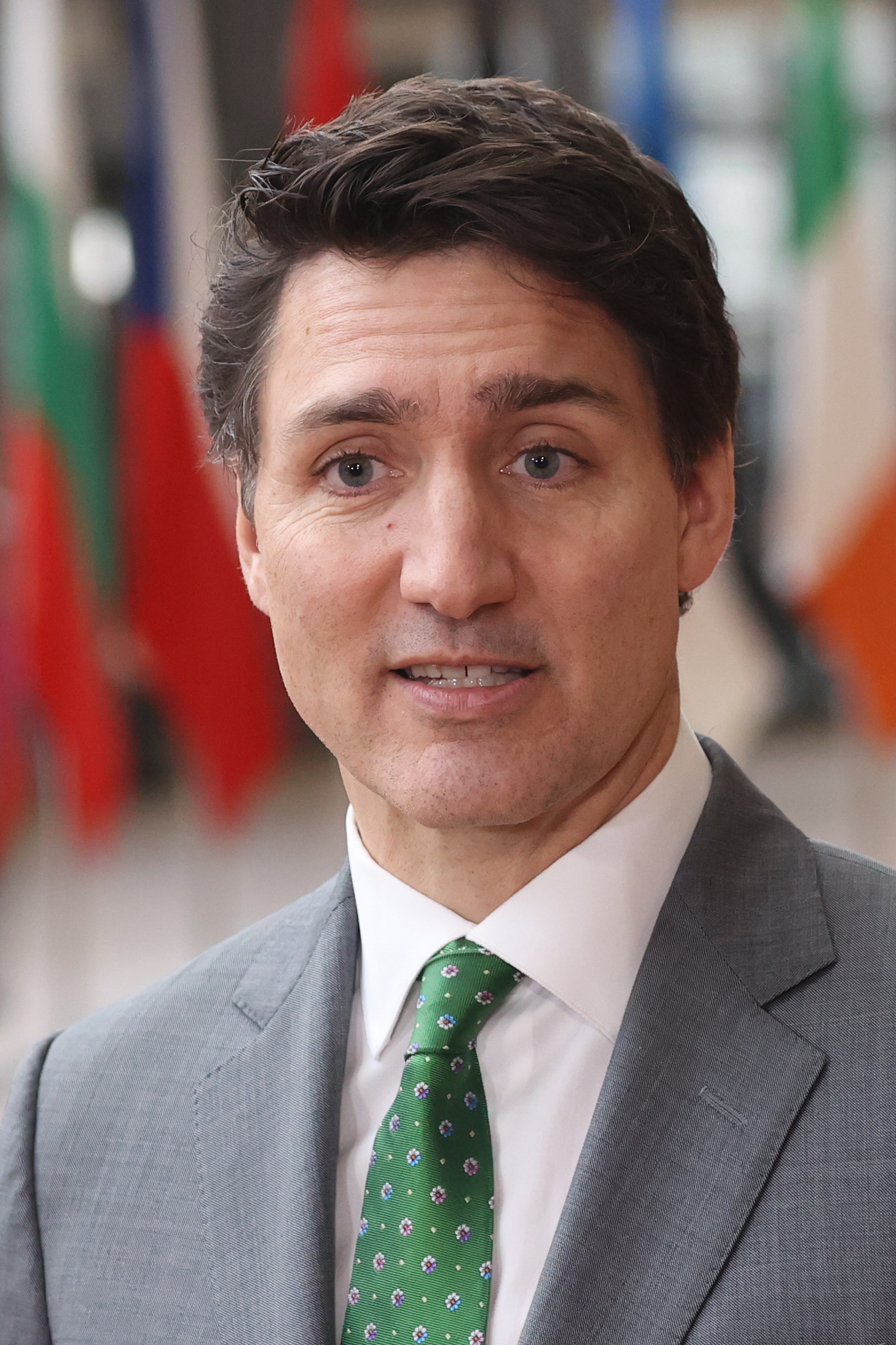
カナダ ジャスティン・トルドー 首相
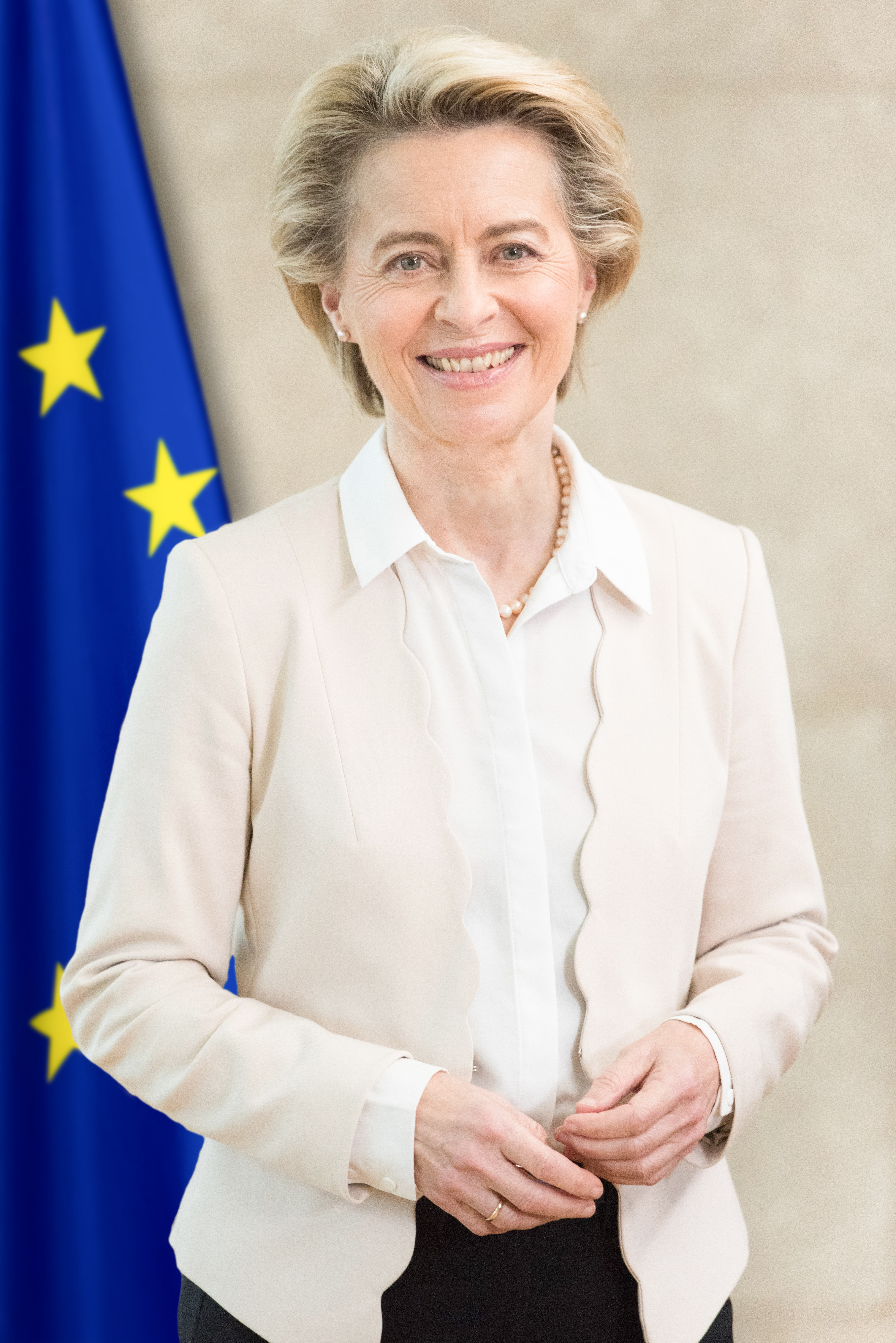
欧州連合 ウルズラ・フォン・デア・ライエン 欧州委員会委員長
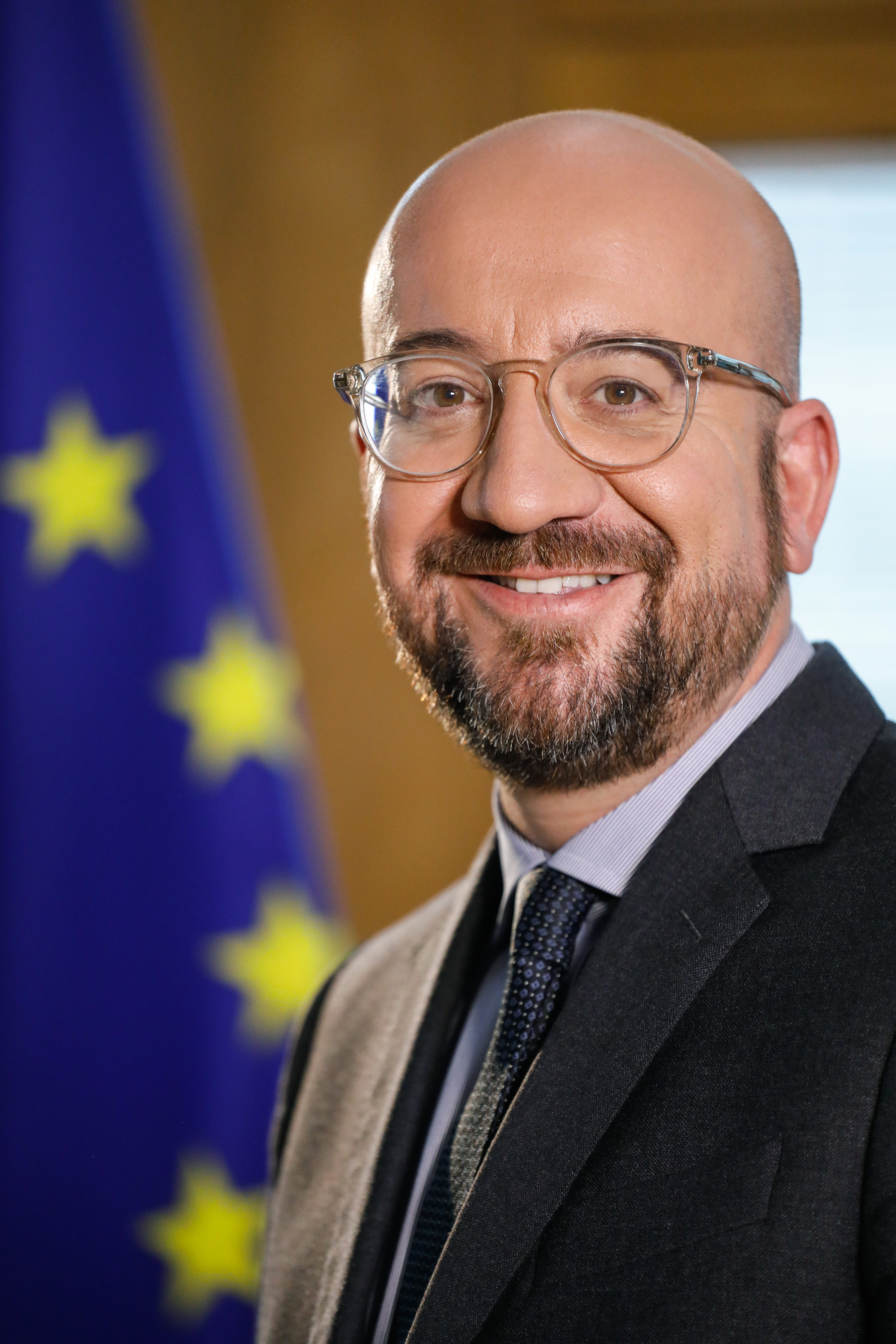
欧州連合 シャルル・ミシェル 欧州理事会議長

### 招待国
- インド
ナレンドラ・モディ
首相[19]
- 南アフリカ共和国
シリル・ラマポーザ
大統領
- オーストラリア
スコット・モリソン
首相
- 大韓民国
文在寅 大統領

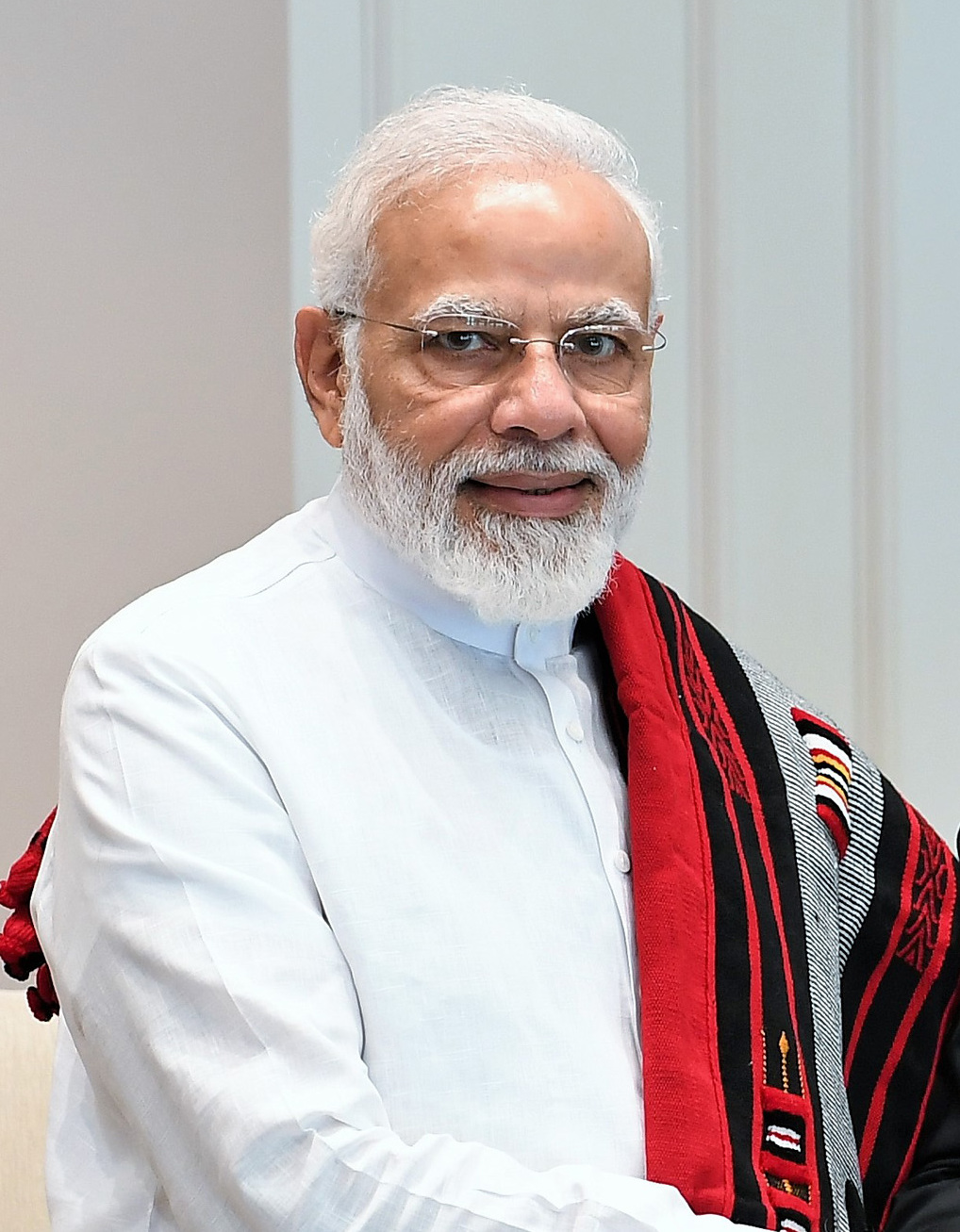
IND ナレンドラ・モディ 首相
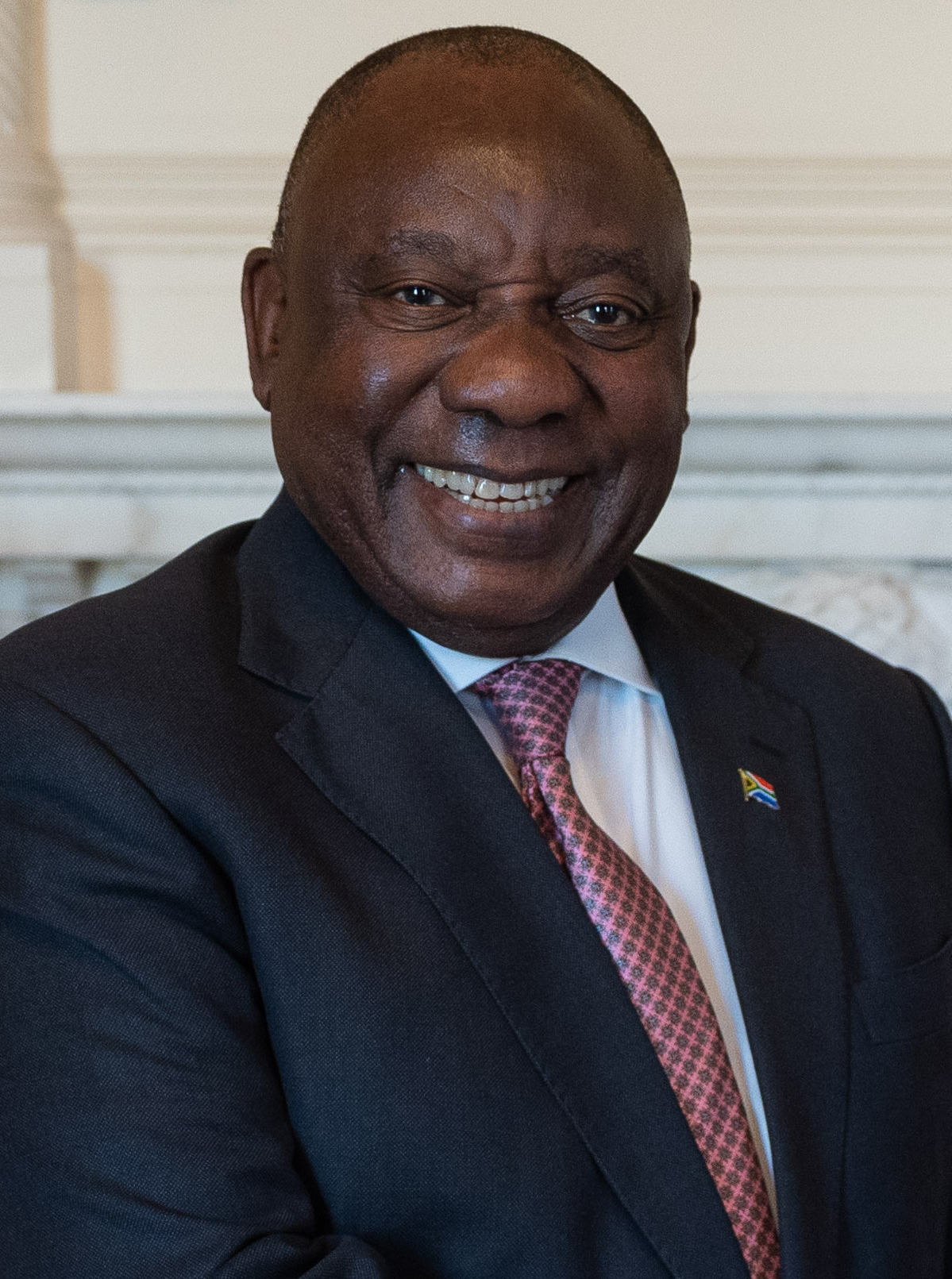
ZAF シリル・ラマポーザ 大統領
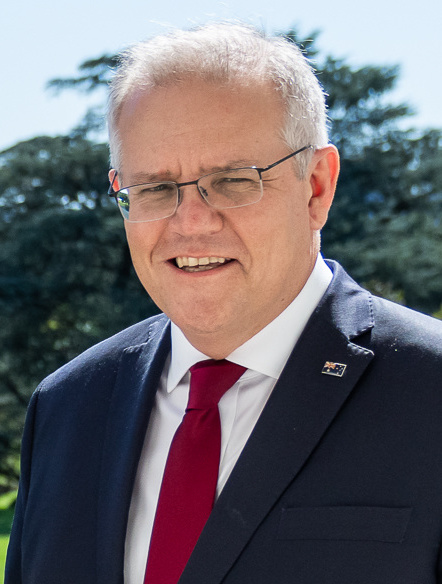
AUS スコット・モリソン 首相
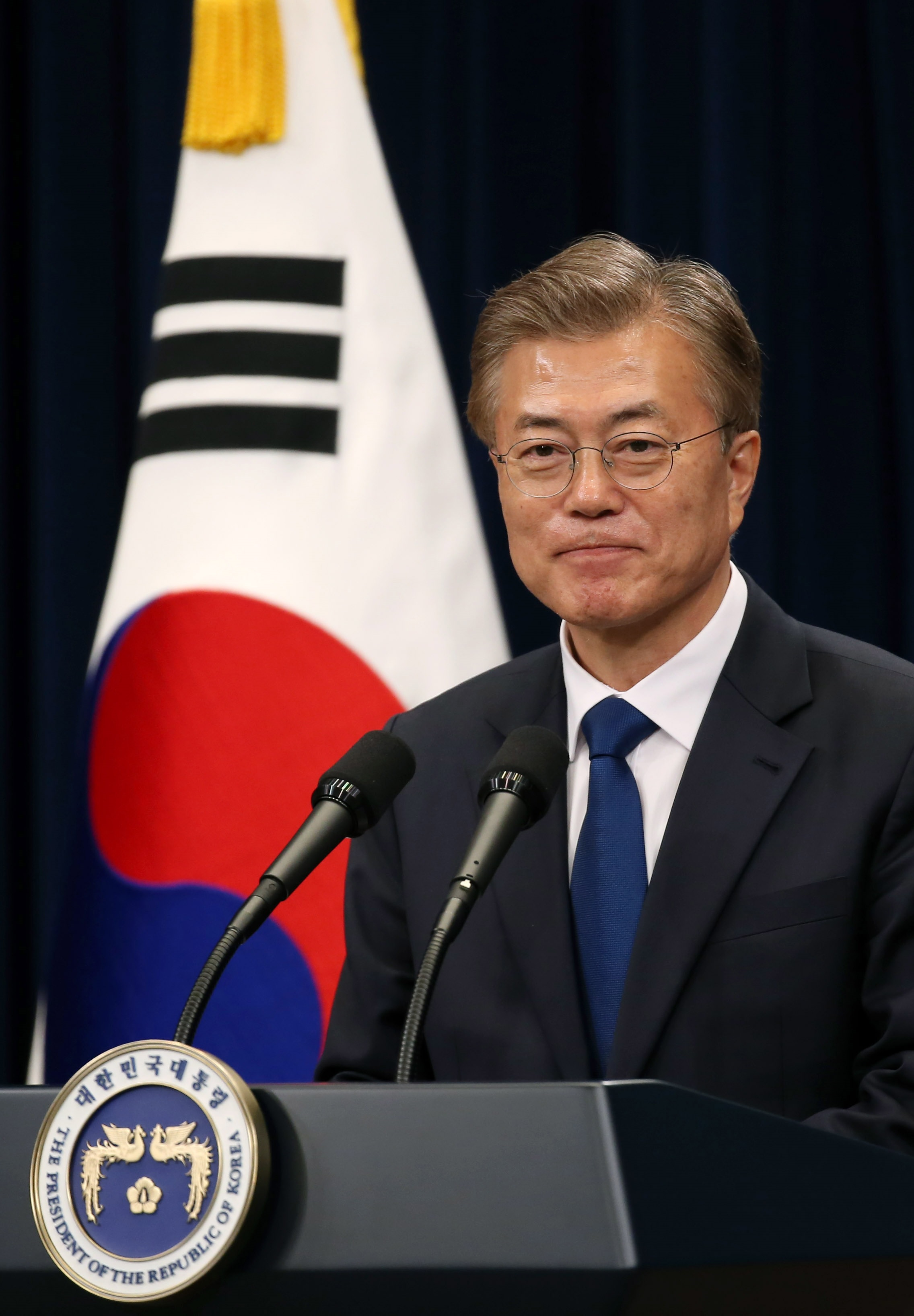
ROK 文在寅 大統領

アントニオ・グテーレス国連事務総長もサミットに出席し、インドのナレンドラ・モディ首相は、自国でのコロナパンデミックの状況のためにリモートで参加した。

## 議題

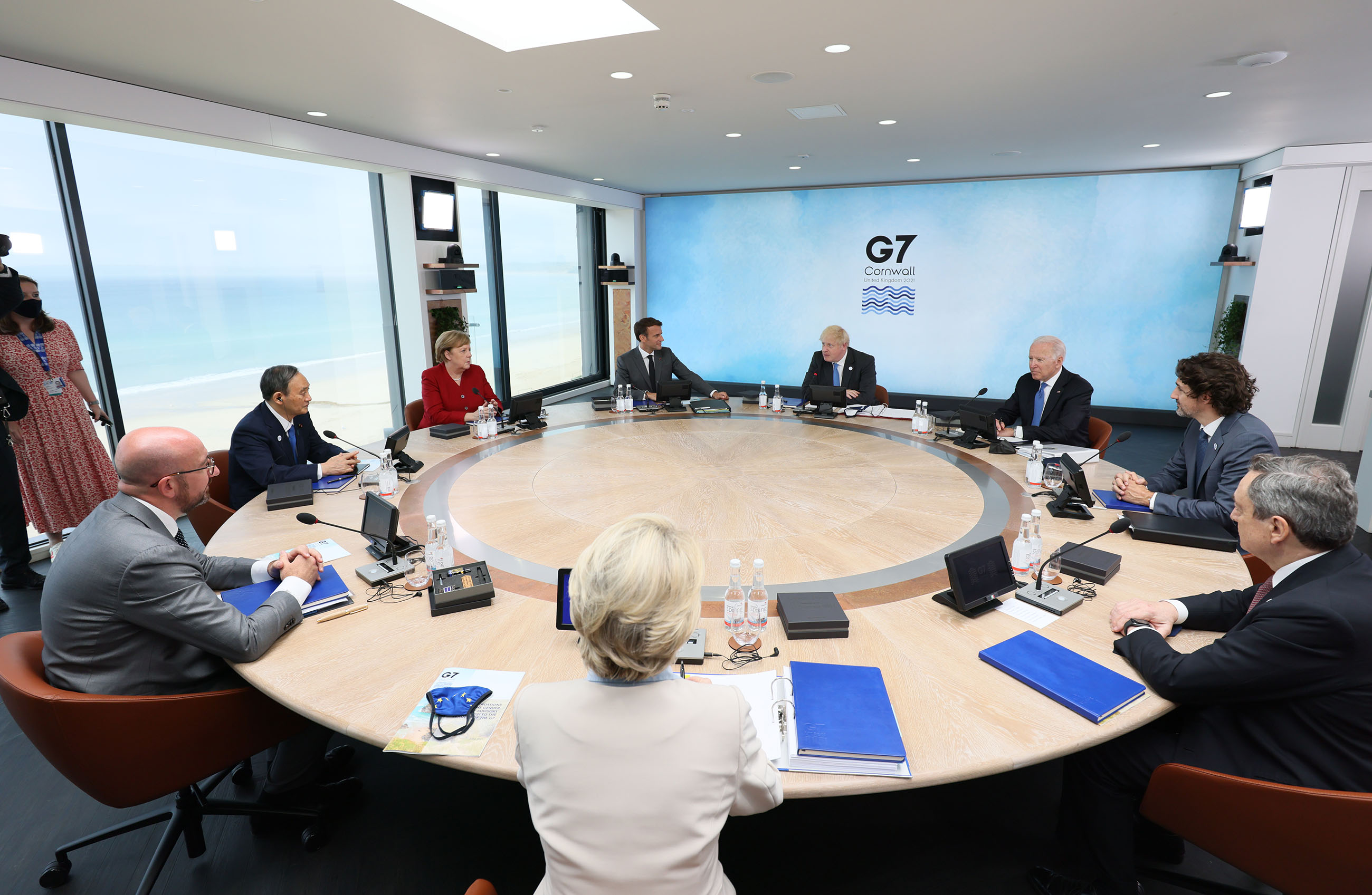
討議するG7の首脳（2021年6月11日）

新型コロナウイルスのパンデミックや気候変動への対応が議題となった。イギリスのボリス・ジョンソン首相は、世界への均等な配布のための新型コロナウイルスワクチンを確保し、将来のパンデミックを防止するために、パンデミックに対するグローバルアプローチをG7に求め、人獣共通感染症の研究拠点の世界的なネットワークや治療法やワクチンの世界的な製造能力の構築、世界的な早期警報システムの設計、将来の公衆衛生上の緊急事態のための世界的なプロトコルの合意、貿易障壁の削減など将来のパンデミックを防ぐための5つのポイントで構成される計画を提案。G7諸国は、他国に10億回分のワクチンを提供することで合意し、「カービスベイ保健宣言」として採択された。 世界保健機関（WHO）のテドロス事務局長はG7の取り組みを評価しつつも、「全世界での接種には世界人口の7割が必要であり、最低110億回分が必要だ」と述べた。2021年11月に開催される予定のCOP26会議に先立ち、イギリスの最優先事項でもある気候変動にも焦点を当てた。イギリスのクワシ・クワーテングビジネス・エネルギー・産業戦略担当国務長官はジョンソン首相が国境炭素税、グリーンファイナンス、石炭火力の段階的廃止（脱石炭）、貧困国の気候変動対策の強化を支援するための協調した行動を模索しているとした。国境炭素税については、EUとアメリカが支持しているが、マーク・ヴァンヒューケレンEU気候大使は石油輸出国であるオーストラリアがこの措置に反対する可能性があると指摘した。G7諸国は、2050年までに二酸化炭素（CO2）排出量実質ゼロを達成する、いわゆるカーボンニュートラルを実現することを約束した。
もう一つのトピックは、経済政策に関する国際的な協調であった。ジャネット・イエレン米財務長官は米国は多国間主義を復活させ、継続的な経済支援に力を入れると述べた。同様に、イタリアのダニエレ・フランコ経済相、フランスブルーノ・ル・メール財務相、イギリスのリシ・スナック財務相を含む他の財務大臣も復興計画と経済政策に関する緊密な経済面での連携を求めた。多国籍企業の法人税改革をめぐる交渉も行われ、アメリカは欧州諸国が新たに導入したデジタルサービス税の報復として関税を課す可能性を示唆した後、この問題の交渉期限を今夏までとすることで合意した。アメリカは、以前トランプ政権が反対し、既に他国によって広く承認されている国際通貨基金（IMF）による加盟国への最大5,000億ポンド（約77兆円）の特別引出権（SDR）の割り当て計画の是非について再検討している。
ジョンソン首相はG7サミットで英米間の渡航制限を「解除」することを目指していると述べたが、実際に合意がなされたかどうかは不明。
かねてより、覇権主義的な動きがみられていた中国へ対抗する意識から「自由で開かれたインド太平洋」構想の下、民主主義国家の結束を目指していたアメリカと日本は首脳宣言への「台湾」明記を求めていた一方、経済面や地球温暖化対策といった分野での協力を期待するドイツ、フランスや中国による「一帯一路」政策への参加を検討中だったイタリアからは、中国への「過度な刺激」を戒める声も上がり、首脳会談前に水面下で行われた会合ではG7各国の間で対中意見が分かれた。だが、個別の首脳会談ではバイデン大統領と菅首相が連携してメルケル首相やマクロン大統領に歩み寄りを強く訴え、受け入れられたことで、G7として声明に台湾海峡の平和を求めることが盛り込まれた。首脳声明では、中国のほか、ロシア、北朝鮮、ミャンマーの専制主義について言及、北朝鮮については非核化を求め、ミャンマーについてはクーデターについて非難した。気候変動対策、ジェンダー平等の達成など持続可能な開発目標（SDGs）についても声明で述べられ、なかでも気候変動対策については、G7各国の二酸化炭素排出量を2030年には2010年の半分とすることが確認され、開発途上国への二酸化炭素排出量削減のための年間1,000億ドル（約11兆円）の資金援助について、G7各国の分担割合を増加させるとした。さらには中国の「一帯一路」政策を念頭に、数千億ドル（数十兆円）ものインフラへの投資や中国が輸出規制を強めるレアアースのサプライチェーン強化、ロシアや中国、北朝鮮からのサイバー攻撃を念頭にランサムウェア対策の強化についても触れられた。その新型コロナ対策では、主に途上国に配布する10億回分のワクチンの供給についても記載された。
日本については、声明の締めくくりに東京オリンピック・東京パラリンピックへのG7の支持について記されたほか、環境対策について、開発途上国への二酸化炭素排出を抑えていない石炭火力発電の導入への新規支援について2021年末までに終了するとした。
G7首脳声明に中国への対抗姿勢が色濃く反映されたことに対してロンドンにある在英国中国大使館報道官は、「グローバルな決定が少数の国によって左右された時代は過ぎ去った」と述べた。
なお、歴史問題での関係悪化が懸念されていた日本と韓国については、菅義偉首相とイギリスから招待されていた文在寅大統領がサミット会場のホテルにて短時間対面したが、挨拶を双方で交わすにとどめた。

## 外務・財務・貿易大臣会合

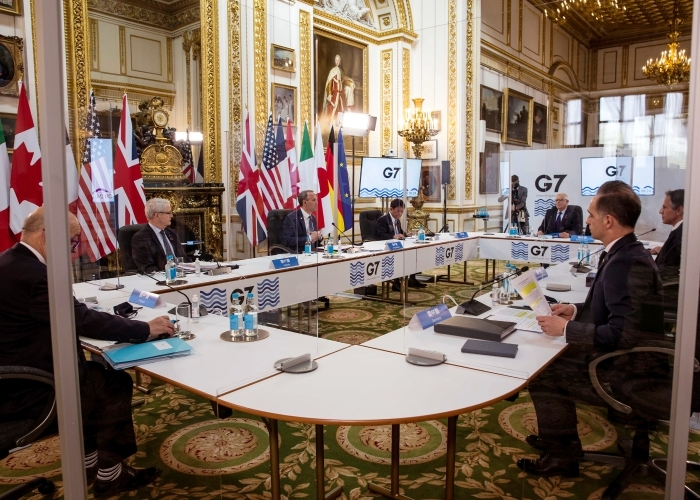
G7外務・開発大臣会合
（2021年5月6日、ロンドン）

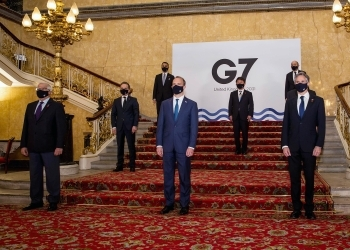
集合写真撮影に臨むG7の外務大臣
（2021年5月6日、ロンドン）

2021年2月12日、「財務相・中央銀行総裁会議」が開催され、G7加盟国の財務大臣と中央銀行総裁は、財政出動から貧困国への支援まで、関連する金融問題について議論した。彼らには、欧州委員会、欧州中央銀行、ユーログループの代表者、国際通貨基金（IMF） 、世界銀行グループ、 経済協力開発機構（OECD） 、金融安定理事会のトップが参加した。
2021年2月19日、「G7首脳テレビ会議」が開催され、ワクチン配布に関するさらなる国際協力を呼びかけ、コロナウイルスのパンデミックからの再建に向けた措置を講じることが確認された。イギリスは、他のG7諸国に対して、将来のワクチン開発にかかる日数を感染症流行対策イノベーション連合が以前設定した100日までスピードアップし、「世界保健条約」の創設を含む将来のパンデミックへのより協調的なアプローチの機運を高めることが期待されている。会議に先立ち、ボリス・ジョンソン英首相は、余剰ワクチンの投与量を開発途上国と共有することを約束し、より迅速なワクチン開発への支援を呼びかけた。今回のG7サミットは、ジョー・バイデン米大統領の就任後初の多国間会合となった。イギリスの在英米軍のミルデンホール米空軍基地から入国し、バイデン大統領は国際協力の重要性を改めて強調し、「アメリカが帰ってきた」（America is Back.）と宣言した。
日本の菅義偉首相は、東京オリンピック・パラリンピックを開催への決意を表明した。G7首脳は、首脳声明でオリンピック開催を支持した。
また、2021年2月19日にはG7首脳は「G7首脳声明」を発表し、新型コロナウイルスへの衛生対策に関する協力を強化し、経済回復を支援することを約束した。各国首脳は、コロナウイルスワクチン、治療薬、検査キットの供給の必要性について合意し、またアメリカのパリ協定への復帰を歓迎、環境に配慮した持続可能な世界の復興に向けて結束した。世界銀行のデイビット・マルパス総裁は、G7諸国による新しい「国際協力の精神」とCOVAXへのコミットメントの拡大とこれを評価した。一方、契約から調達に至るスケジュールへの透明性の欠如によって、発展途上国にワクチンを迅速に届ける努力が妨げてられていると指摘した。
2021年3月12日、G7各国の外務大臣とEU外務・安全保障政策上級代表は、中国当局による香港の選挙制度の変更の決定に関する共同声明を発表し、香港の民主主義を根本的に破壊するとして深刻な懸念を表明した。
2021年3月18日、G7の外相とEUの上級代表は、2014年以来のロシア連邦によるクリミアの併合状態の継続を非難することで一致し、共同声明を発表した。
2021年3月22日、ボリス・ジョンソン首相は、南アフリカ共和国のシリル・ラマポーザ大統領をG7首脳会談に招待した。
2021年3月31日、G7の貿易大臣は、「G7貿易トラック」発足後初の会合を開催した。世界貿易機関（WTO）のンゴジ・オコンジョ・イウェアラ新事務局長を会議に迎え、ルールに基づく多国間貿易システムの重要性を再確認した。
2021年4月12日、G7外相は、ブリュッセルでの北大西洋条約機構（NATO）の会合を念頭に共同アピールを発表し、ウクライナでのドンバス戦争の急速な拡大について懸念を表明した。
2021年5月2日、イギリスのドミニク・ラーブ外務・英連邦大臣はロシアからのフェイクニュースをはじめとするプロパガンダ対策によってG7の結束を図る考えを表明するとともに、クアッドを念頭にインド太平洋地域や極東への軍事的関与を深める考えを示唆した。
2021年6月5日、ロンドン・ランカスター・ハウス（英語版）で開催されたG7財務大臣会合は、大規模多国籍企業によるタックス・ヘイブン参入による租税回避を防止するため、国際的な法人税の最低税率を15％とすることで合意した。これにより、企業が実際に事業を展開している国々での適正な徴収が目指されている。

## 中国からの反応
中国はこのサミットに否定的な反応を示し、G7諸国が香港の民主化運動と人権侵害が発生している新疆ウイグル自治区のイスラム教徒を支援していることを「内政干渉」であり、「中国への『誹謗中傷』をやめるべきだ」と非難した。在英国中華人民共和国大使館（中国語版、英語版）は正式な声明を発表し、 新型コロナウイルスの起源調査の報告を「根拠のないもの」として反発。G7を「偽物の多国間主義」と牽制した。

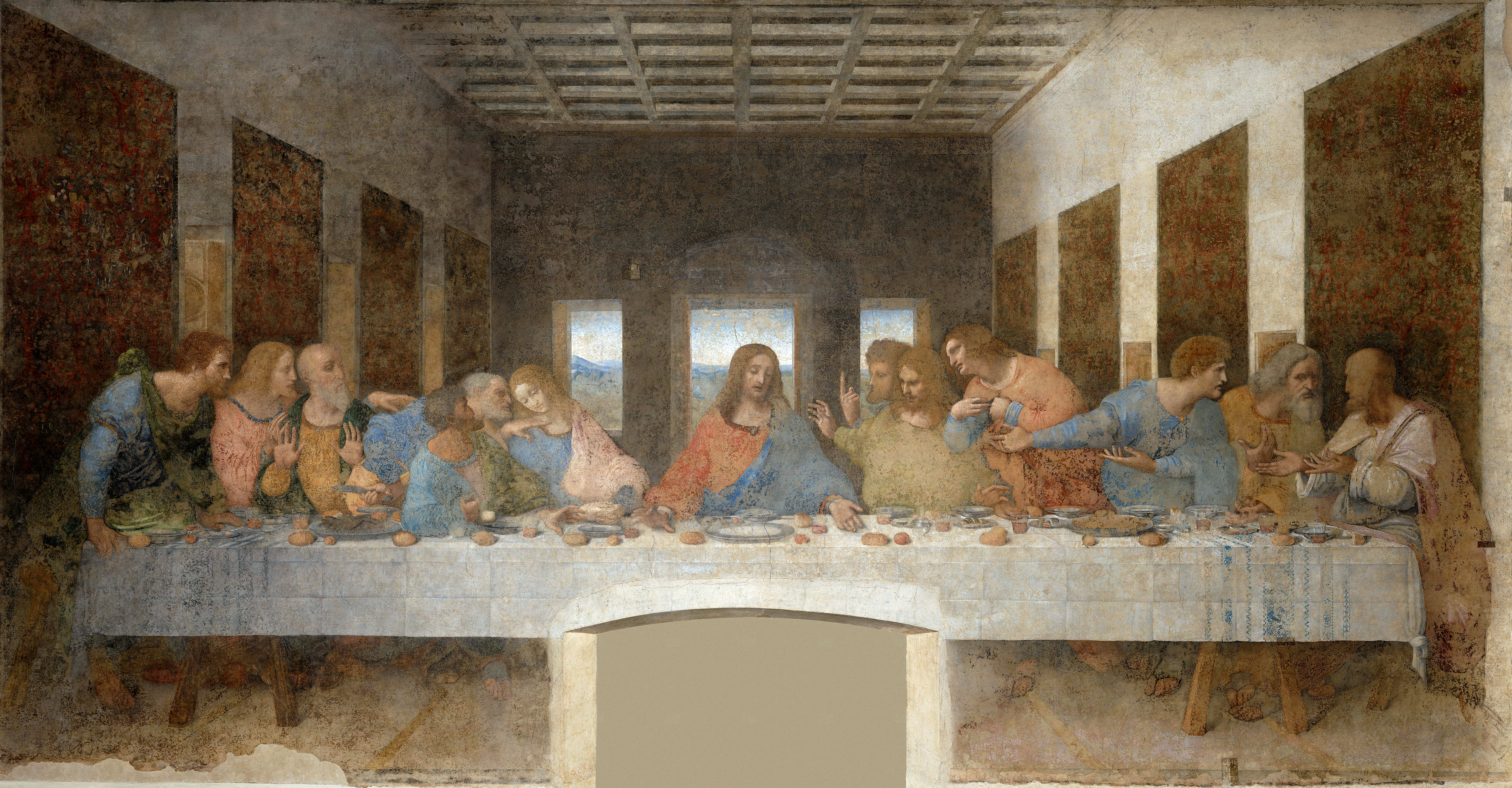
『最後の晩餐』

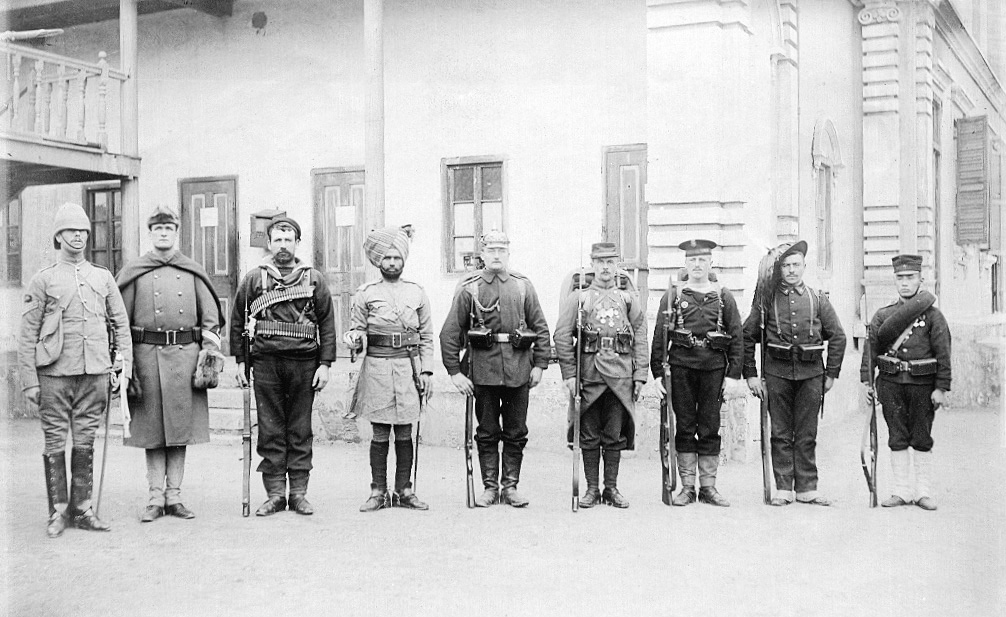
八カ国連合軍（1900年）

中国のSNS「微博」（Weibo）にはレオナルド・ダ・ヴィンチの『最後の晩餐』をモチーフにG7を風刺する画像が出回った。「最後のG7」（The Last G7）と題して投稿されたこの風刺画では、左からドイツは黒鷲、オーストラリアはカンガルー、日本は柴犬や秋田犬のような犬、イタリアは狼、アメリカは白頭鷲、イギリスは獅子、カナダはビーバー、フランスは雄鶏、インドは象として描かれ、テーブルには五星紅旗の描かれたケーキと犬が注いた緑色の液体入りのグラスが並んでいる。黒鷲と雄鶏は中央に座る白頭鷲より離れた場所に座り、ビーバーは人形を手にし、象は黄色い点滴を、カンガルーも五星紅旗の付いた点滴を指しており、うつろな目をしている。韓国については描かれていないという見方もあるが、床に置いてある桶に入った蛙や札束を持ってテーブルへよじ登ろうとする蛙として描かれているという見方もある。この蛙については韓国や中華人民共和国を指しているという見方も存在するが、中国共産党の機関紙である『人民日報』傘下の『環球時報』および英字紙『Global Times』では蛙は台湾元を手にしており、中華民国（台湾）を指しているとの見方を報じた。
なお、この絵は中国のプロパガンダとみられている。
また、オーストラリア軍のアフガニスタン駐留をモチーフに「フェイク画像」を作成した中国の漫画家、ウーヘキリン（烏合麒麟、Wuheqilin）も風刺画を制作し、「微博」に投稿した。この画像ではロンドンで開かれたG7外務・開発大臣会合の写真をモノクロにし、各国の外務大臣の部分を1900年の義和団の乱の際に清へ出兵した八カ国連合軍の兵士の写真に入れ替えている。カナダがオーストリア・ハンガリー帝国軍の兵士として描かれている以外、それぞれの国の兵士として描かれているが、この画像においても、インドは点滴を指した形で描かれ、階段の隣にたたずんでいる。階段に並ぶ兵士たちの後ろの壁に描かれた「G7」のロゴの下には、「1900年、英国での侵略者達」（Invaders United Kingdom 1900）と書き加えられている。

## 会場の警備
サミットの警備にかかる費用は7000万ポンドと推定されている。外部からのハッキングや盗聴による情報流出に備え、サミット会場となったカービスベイ・ホテルでは、一時「全ての電話回線やWi-Fiが遮断された」とされる。コーンウォール半島沖にはイギリス海軍のノーサンバーランド（英語版）をはじめとするフリゲートや哨戒艦タイン（英語版）が停泊し、警備にあたった。イギリス空軍のF-35Bを搭載した空母プリンス・オブ・ウェールズも同海域に展開した。

## サミット後の動き

### サミット開催地での新型コロナウイルスの感染拡大
サミット閉幕後、開催地コーンウォール州で確認されたCOVID-19、新型コロナウイルス感染症の症例は、サミット前の日曜日の10万人あたり2.8人から、サミット後の日曜日には10万人あたり81.7人に増加した。コーンウォール州では、G7が開催された地区の感染率が最も高く、中でもカービス・ベイに最も近い町、セント・アイブスでは10万人当たり920人と最も高かった。イギリス政府は、夏の観光客の増加や若者の間での流行を指摘し、サミットが原因でコーンウォールで患者が急増、アウトブレイクが発生したとの説を否定している。COVID症状研究の主任研究員であるティム・スペクター教授は、「ハーフターム（学期ごとにある1、2週間の休暇）に休暇を過ごす人たちが突然流入したことに加え、最近ではG7サミットが開催され、これまで感染していなかった地元の人々までもが感染した」と分析している。

### アフガン問題
サミット終了後の2021年8月にはG7議長国イギリスの呼びかけにより、アフガニスタン紛争の終結を望んだアメリカによる米軍撤退によって、タリバンが20年ぶりに再び実権を握ったアフガニスタン情勢へのG7の連帯した対応を目指し、オンラインでのG7会合を予定し、19日には外務大臣会合が、24日には首脳会合が行われ。タリバンに対し、アフガニスタン国民の基本的人権、特に女性の人権の尊重を求め、タリバンの主張する新国家「アフガニスタン・イスラム首長国」の承認の是非についてはそれが満たされた上で判断し、人権侵害などがある場合はタリバンへの制裁を検討するということや国外脱出を望むアフガニスタン国民や外国人の安全の確保を引き続きタリバンに求めること、またG7各国での難民受け入れの方針や今後アフガニスタンが「テロの温床」とならないように国際社会で連携を進めることなどが確認、協議されている。首脳会合にはG7各国の首脳が参加したほか、EUのミシェル欧州理事会議長や国連のグテレス事務総長、またNATO（北大西洋条約機構）のイェンス・ストルテンベルグ事務総長もそれぞれ招待され、参加した。
アフガニスタンからの米軍撤退は、「アメリカ・ファースト」を掲げたトランプ政権が経済面での負担を懸念し、日本、ドイツ、韓国、イラク、アフガン、ソマリアなどの駐留米軍の規模縮小や撤退を推し進める中、タリバンと合意したもので、バイデン政権がそれを引き継いだ。バイデン政権が他の政策と違い、トランプ政権の決定を撤回せず、トランプ政権時代のタリバンとの合意に基づきアフガニスタンからの米軍の撤収作戦を指示、実行したのは、「泥沼化」したアフガニスタン戦争の終結を目指していたほかにも、近年、覇権主義的動きがみられる中華人民共和国を念頭に対中強硬姿勢を継承し、対中戦略の強化を行っており、在外米軍の体制見直しを進め、米軍を極東や東南アジア地域へ配置転換し、アジア太平洋へシフトすることによって、いわゆる「対中包囲網」の形成を目指していることも大きな理由の一つとして挙げられる。当初、5月1日までの撤退で合意していたが、トランプ大統領が2020年の「クリスマスまで」に一時前倒しする意向を示し、それを撤回後、2021年1月にバイデン政権に交代してから、アメリカ同時多発テロのあった9月11日を念頭に置いた、8月31日に延期された。イギリスやフランス、ドイツは、撤退期限のさらなる延長を求めていたが、タリバンが期限延長に強く反発する姿勢を見せていることから、米軍撤退期限を延長した場合はその報復やテロも懸念されることもあり、アメリカはタリバンとの合意に基づく期限までの米軍撤収を目指す構えを依然として崩さなかった。